# Gondifelos
Gondifelos is een plaats (freguesia) in de Portugese gemeente Vila Nova de Famalicão en telt 2183 inwoners (2001).